# Église Notre-Dame-de-l'Assomption de La Ferté-Alais
Pour les articles homonymes, voir Église Notre-Dame-de-l'Assomption.
L'église Notre-Dame-de-l'Assomption est une église paroissiale de culte catholique, dédiée à l'Assomption de la Vierge Marie, située dans la commune française de La Ferté-Alais et le département de l'Essonne.

## Situation
L'église Notre-Dame-de-l'Assomption est implantée en centre-ville de La Ferté-Alais, sur la rive droite de la rivière l'Essonne, à proximité de la route départementale 449, elle domine la place du Château et la rue Notre-Dame.

## Historique
Une première chapelle à la charpente de bois, sans clocher ni abside fut construite au XIe siècle dans l'enceinte du château de La Ferté-Baudoin dans un style roman.
De 1114 à 1130, à la requête de Mgr Thouin, abbé de Morigny, la chapelle fut remaniée, sur les bases de la nef, du chevet, du transept furent construits une nouvelle structure plus importante, avec sans doute, en 1120, les premières croisées d'ogives construites en Ile-de-France, éléments précurseurs du style gothique.
Vers 1140 furent ajoutés le transept, le chœur et le clocher. Vers 1165, la flèche en pierre fut achevée, elle se terminait alors en pomme de pin.
Au milieu du XIIe siècle, la nef fut surélevée et divisée en trois travées. Un cloître et un prieuré furent ajoutés à la même période.
Au XVe siècle, une horloge de fabrication anglaise fut ajoutée au clocher. Le portail originel fut conservé et une petite porte fut ajoutée au XVIe siècle. En 1631, la flèche fut restaurée et surmontée du croix de fer et d'un coq.
En 1775, quatre cloches furent élevées dans le clocher dont ne subsiste que la plus grosse. Durant la révolution, les trois plus petites cloches furent fondus pour fabriquer des armes.
Le 11 novembre 1858 fut installé un orgue. En 1862, l'église fut classée par Prosper Mérimée au titre des monuments historiques, l'année suivante fut acheté l'autel de la Vierge, en 1878 furent ajoutés des lustres dans le chœur et la nef et en 1881 fut installé le chemin de croix en plâtre.
En 1915, la foudre frappa le clocher. En 1923, deux cloches furent ajoutées et bénies par Mgr Charles-Henri-Célestin Gibier évêque de Versailles. En 1929 fut ajoutée la statue de Sainte Jeanne d'Arc.

## Description
L'église actuelle reprend les dimensions de la chapelle primitive soit quarante-trois mètres de longueur, neuf mètres quatre-vingt de largeur pour le chœur et la nef et vingt-deux mètres de largeur au niveau du transept. Le clocher, ajouté plus tard culmine lui aussi à quarante-trois mètres. Élevée sur une chapelle romane, la nouvelle église fut construite à la même époque que la basilique Saint-Denis, selon les critères récents de l'architecture gothique, reprenant les croisée d'ogives de l'Oise et la nef plus élevée que le chœur introduite en Bourgogne. La partie basse et les contreforts sont construits en calcaire, la partie additionnelle en grès à l'exception des chapiteaux de calcaire. Le plan traditionnel en croix latine oriente l'église selon l'axe est-ouest.
La nef est divisée en trois travées, éclairée par six fenêtres elle est couverte par une voûte en berceau brisé à croisée d'ogives quadripartite, d'une portée de neuf mètres quatre-vingt, culminant à douze mètres, reposant sur des colonnes tors à chapiteau feuillagé d'acanthe, artichaut, arum et consoude. À la troisième travée, la voûte est soutenue par des consoles encastré dans les murs du transept. Les clefs de voûte représente une fleur de primevère.
Dans le transept, le croisillon nord est dédié à la chapelle Saint-Joseph, le croisillon sud à la chapelle de la Sainte-Vierge, ils sont chacun éclairé par deux fenêtres identiques à la nef en plein cintre surmontées par des oculi. Ils sont prolongés de deux absidioles éclairés par trois baies.
Le chœur est constitué d'une travée droite et d'une abside à trois colonnes, comportant deux rangées de trois fenêtres. Le portail est encadré de six colonnettes et orné de feuilles aplaties.
Le clocher est formé de quatre piles superposées, sa base étant le croisillon nord, un escalier droit permettait l'accès au premier étage voûté. Le second étage non voûté qui comportait l'horloge à trois poids de pierre du XVe siècle est accessible par un escalier à vis placé dans une tourelle sur la face nord du clocher. Le troisième étage accessible par une échelle comporte les trois cloches, baptisées Scolastique-Constance de 1775 qui sonne en Fa dièse, Jeanne d'Arc de 1923 qui sonne Sol dièse et Bernadette de 1923 qui sonne Si. Il est ouvert de huit baies géminées. Le quatrième étage sert d'assise à la flèche octogonale en grès culminant à quarante-trois mètres de hauteur. Elle est complétée par quatre clochetons nommés les « Dames » et ouverte de quatre lucarnes à colonnettes à fronton triangulaire. Une croix de fer haute de trois mètres soixante est surmontée d'un coq, elle remplace la pomme de pin d'origine.
L'autel est décoré d'un panneau de bois ayant constitué un coffre de style Henri IV. Il est sculpté et représente la Vierge Marie entourée de Saint-Jean-Baptiste, Sainte-Madeleine, Saint-Joseph et Sainte-Anne. Le tambour en bois de la porte est décoré de bas-reliefs figurant les douze Apôtres. Le buffet d'orgue du XVIIIe siècle qui le surplombe est classé au titre des monuments historiques depuis 1912. Les bancs en bois taillé qui datent de 1725 sont eux classés depuis 1975.

## Images

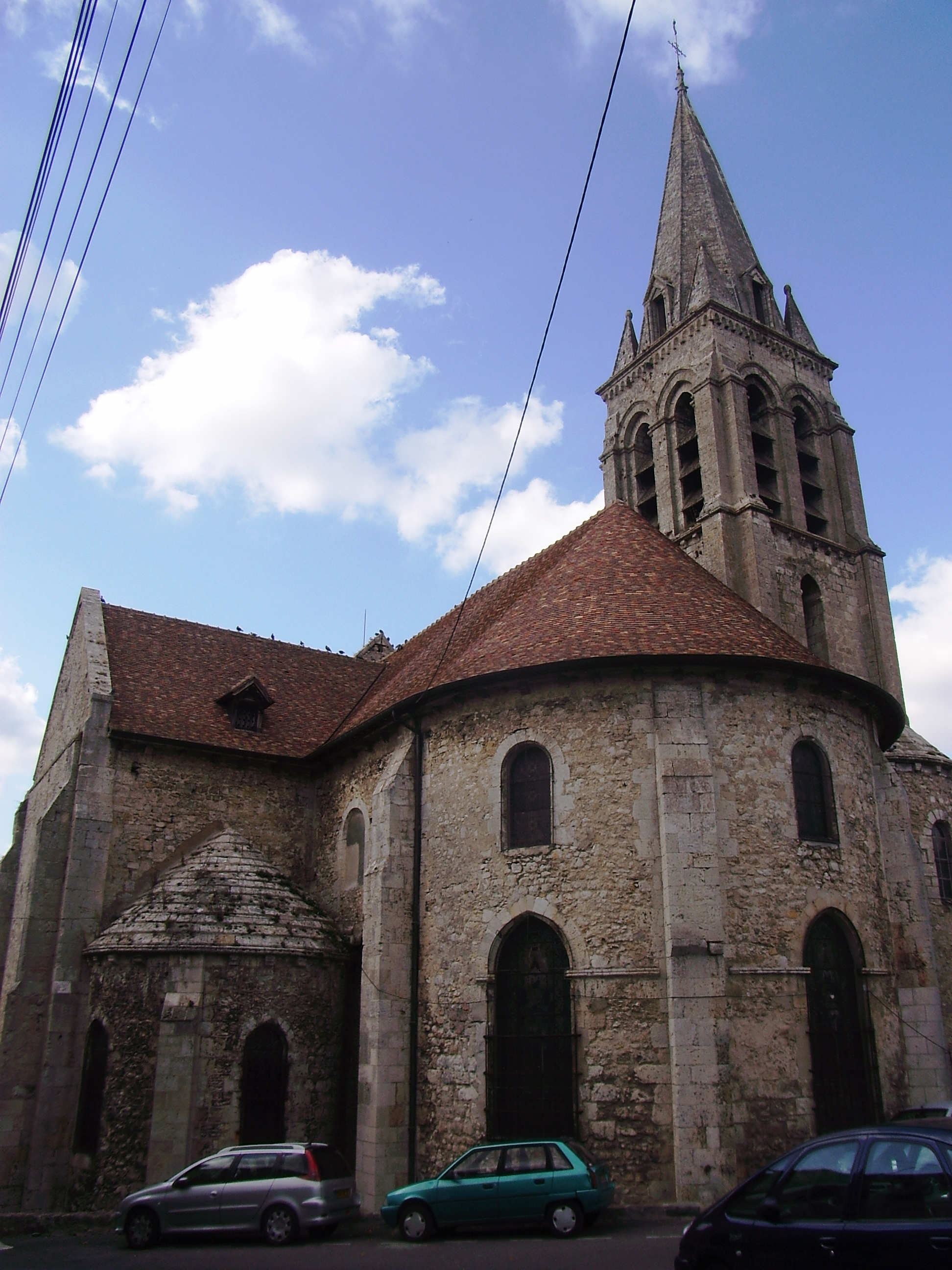
Le chevet et le clocher.
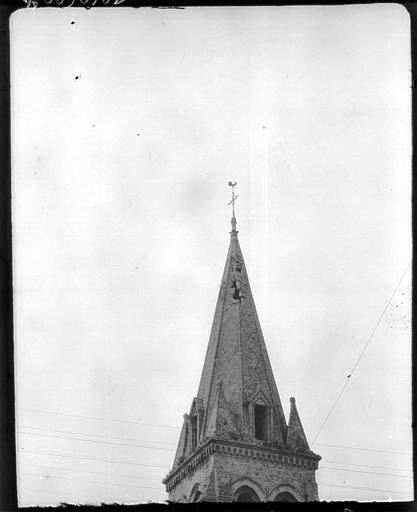
Le clocher frappé par la foudre.